# Великий домашній павук
Великий домашній павук розглядається або як один вид під назвою Eratigena atrica, або як три види, E. atrica, E. duellica та E. saeva. Станом на квітень 2020 думка про три окремі види була прийнята Всесвітнім каталогом павуків. Вони є одними з найбільших павуків Центральної та Північної Європи. Раніше їх відносили до роду Tegenaria. У 2013 році їх перемістили до нового роду Eratigena як єдиний вид Eratigena atrica. У 2018 році було відновлено три окремі види. Укус цих видів не становить загрози для людей і домашніх тварин, і вони, як правило, неохоче кусаються, воліючи замість цього сховатися або втекти.

## Опис
Обидві статі не відрізняються ні забарвленням, ні відмітками. Його забарвлення переважно темно-коричневе. На його грудях є світліша мітка з трьома світлими плямами з кожного боку, які утворюють форму стріли, спрямовану до голови павука.Черевце має світлішу середню лінію з шістьма «плямами» з кожного боку. Великий домашній павук має таке ж забарвлення, як домовий павук Tegenaria domestica; він має землисті тони коричневого та брудно-червоного або жовтого. Вони також мають помітно волохаті ноги, ногощупальця та черевце. Розмір тіла самки може досягати 18,5 мм у довжину, причому самці мають трохи менше тіло приблизно від 12 до 15 мм за довжиною. Розмах жіночих ніг зазвичай становить близько 45 мм. Розмах ніг у самців дуже різноманітний, з переважним розмахом від 25 до 75 мм.
Його вісім очей однакового розміру розташовані у два ряди. Оскільки його очі містять менш як 400 зорових клітин, Е. atrica, ймовірно, може розрізняти лише світло і темряву.

## Розповсюдження і середовище проживання
E. atrica зустрічається в Європі, Центральній Азії та Північній Африці. Він був ненавмисно завезений на північний захід Тихого океану Північної Америки приблизно в 1900 році через діяльність людини, і за останнє століття його чисельність значно зросла.
За останні кілька років павук був виявлений у кількох європейських країнах, де раніше його не знаходили, наприклад у Естонії, Латвії та Литві. Він занесений до контрольного списку данських видів павуків, а також зустрічається в Ісландії.
Початкове середовище існування великого домашнього павука складається здебільшого з печер або сухих лісів, де він зустрічається під скелями, але він часто зустрічається у людських оселях.

## Будова і поведінка
Павутина, створена великим домашнім павуком, плоска та безладна з воронкою на одному кінці. Вона не містить липких ниток. Павук ховається у воронці, доки мале безхребетне випадково не потрапить у павутину, після чого павук вибігає та атакує його. Вони зазвичай будують свої мережі в кутах (як на підлозі, так і на стелі), між ящиками в підвалах, за шафами, на горищах або в будь-якому іншому місці, яке рідко турбують великі тварини або люди. Також вони часто зустрічаються біля вікон.
E. atrica зазвичай живе два-три роки, але спостерігалися особини, тривалість життя яких досягала шести років. У той час, як самка покидає своє гніздо лише для того, щоб годуватись, можна часто побачити, як самці блукають по будинках пізнім літом та ранній осені в пошуках пари. Самців можна зустріти з липня по жовтень, дорослих самок — цілий рік.
Принаймні 60 павучків виходять із яєчного мішка. Як незвично для павуків, на цій стадії вони субсоціальні: вони залишаються разом близько місяця, але не співпрацюють у захопленні здобичі. Рівень канібалізму корелює з кількістю доступної їжі. E. atrica линяє сім або вісім разів, перш ніж досягти незрілого дорослого стану, і після остаточної линьки досягає зрілості.
Як і більшість павуків, павук має отруту, щоб приборкати свою жертву. Оскільки укус E. atrica іноді може проникати через шкіру людини, жертви укусу можуть відчути вплив агатоксину, хоча ці павуки не кусають, якщо їх не спровокувати.
Зі швидкістю 0,53 м/с (1,9 км/год), великий домашній павук утримував першість у Книзі рекордів Гіннеса за найвищу швидкість серед павуків до 1987 року, коли його витіснили сольпуги, хоча останні не є справжніми павуками.

## Галерея

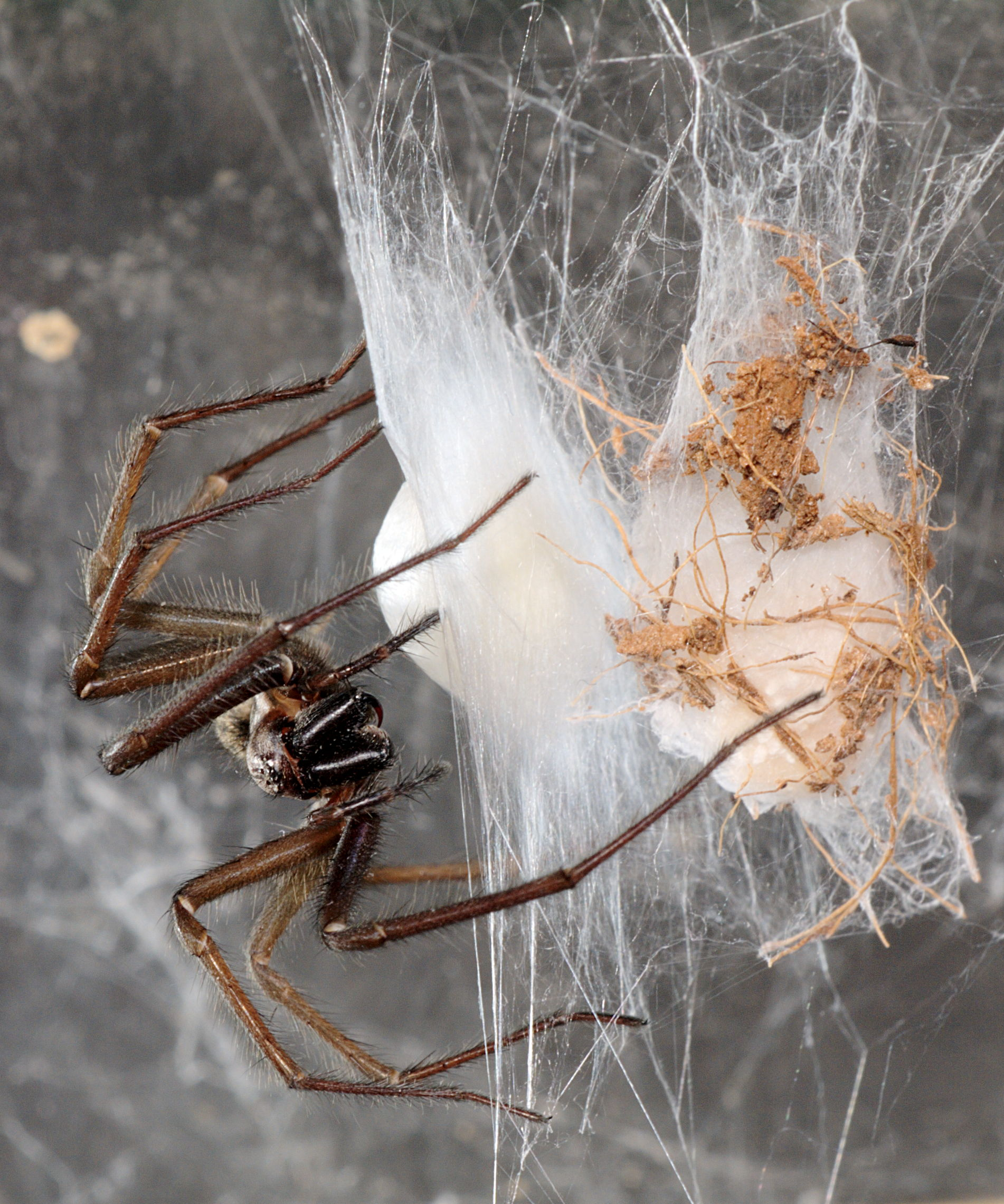
Павучиха будує яєчний мішок
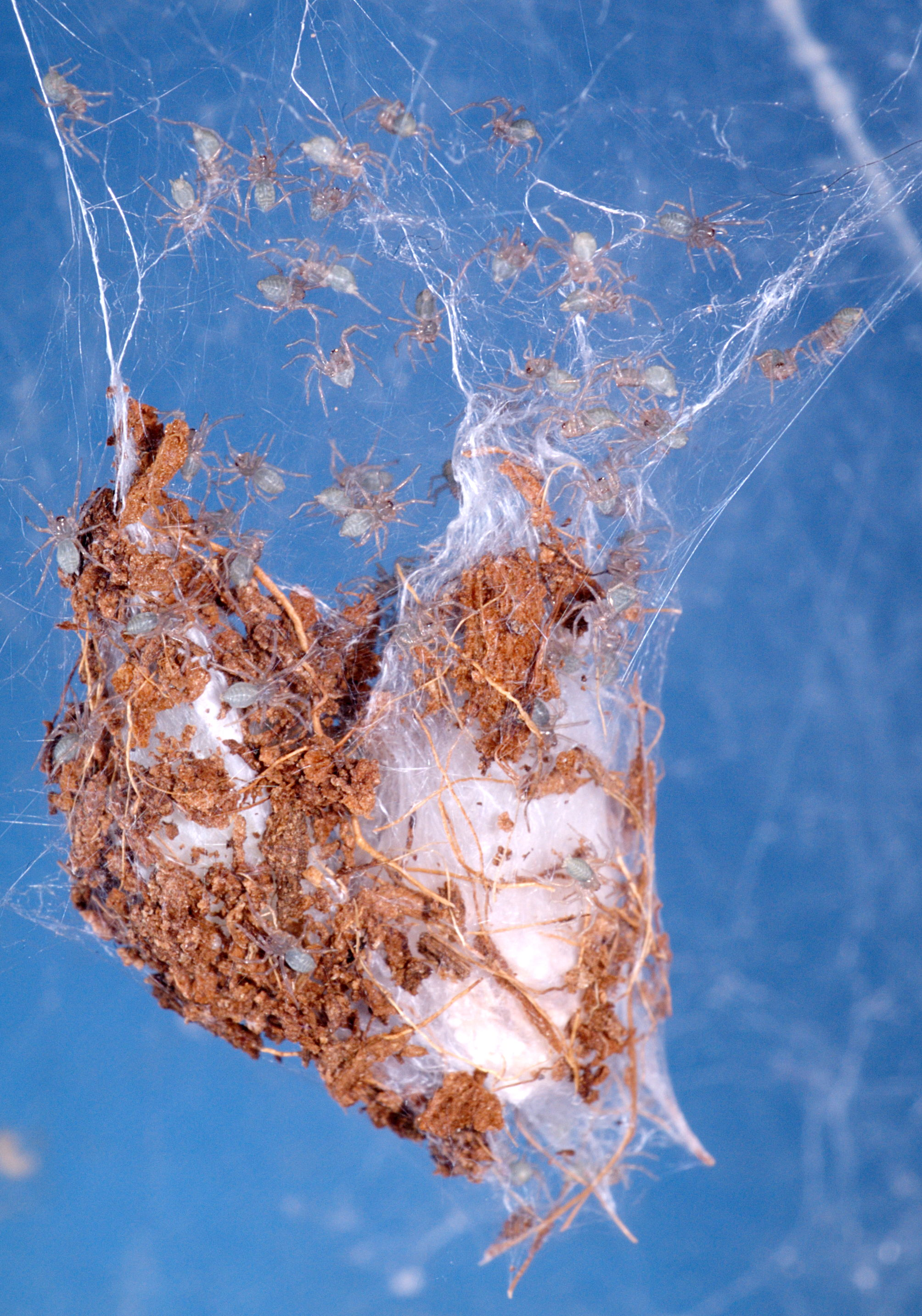
Павучки
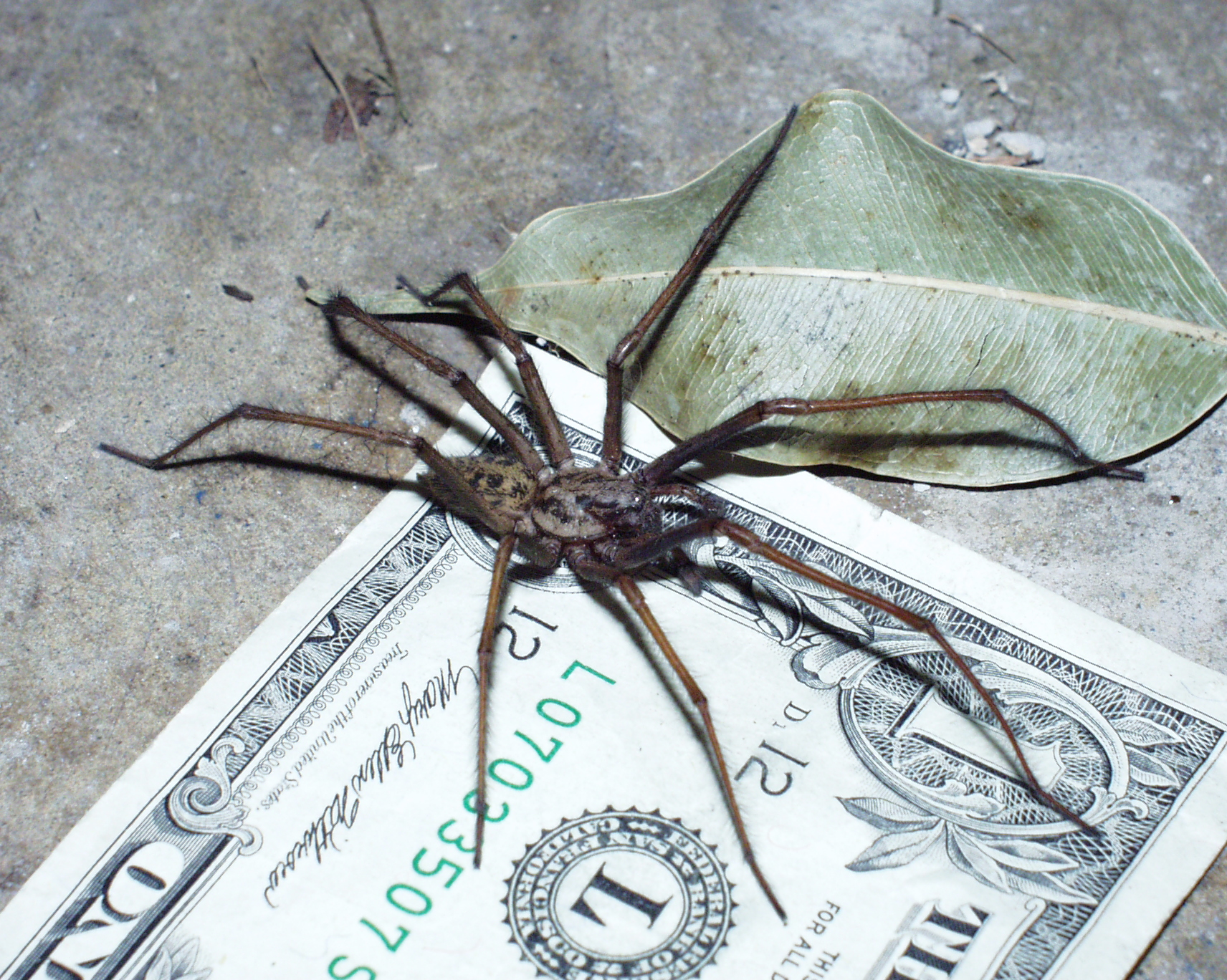
E. atrica може мати розмах ніг до 100 мм. Цей зразок має приблизно 76 мм
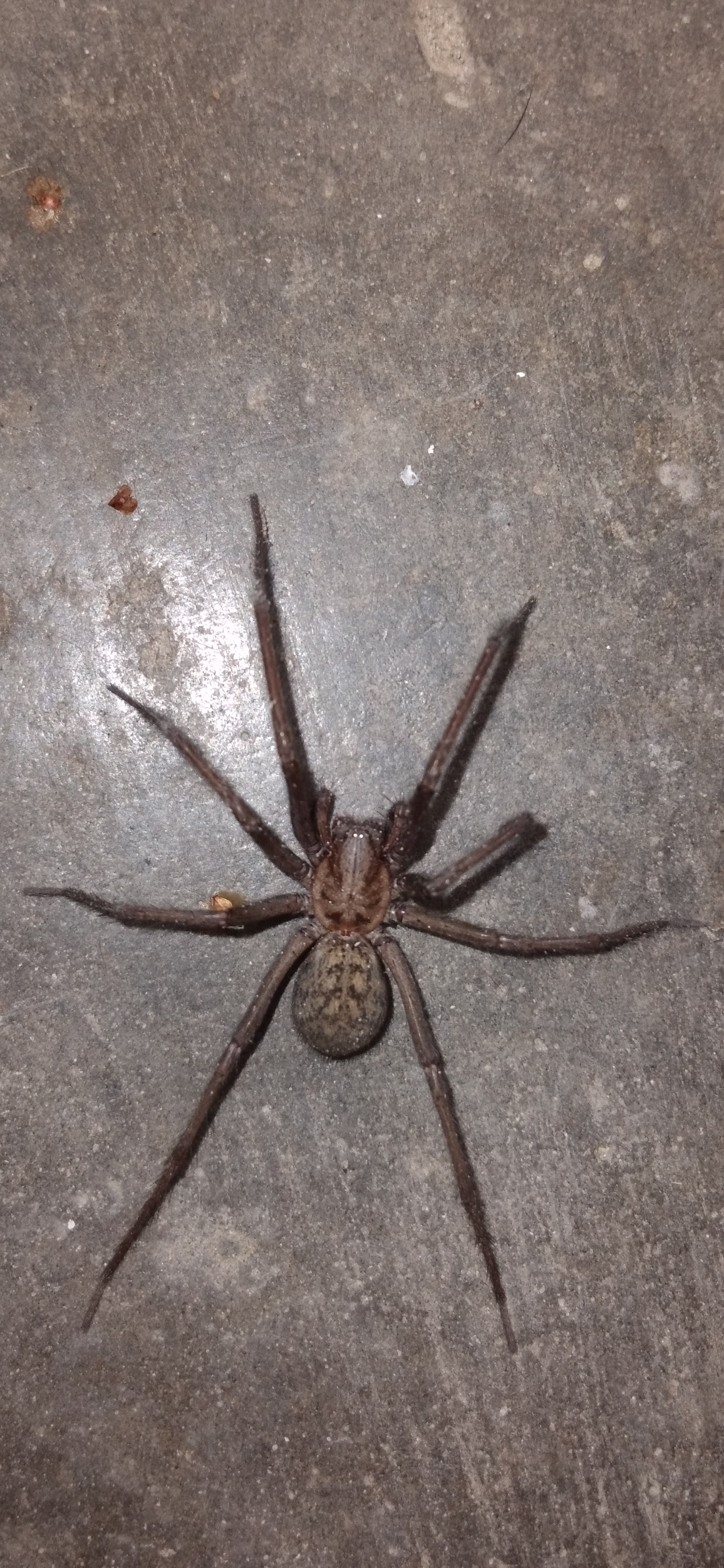
E. Atrica, вид згори
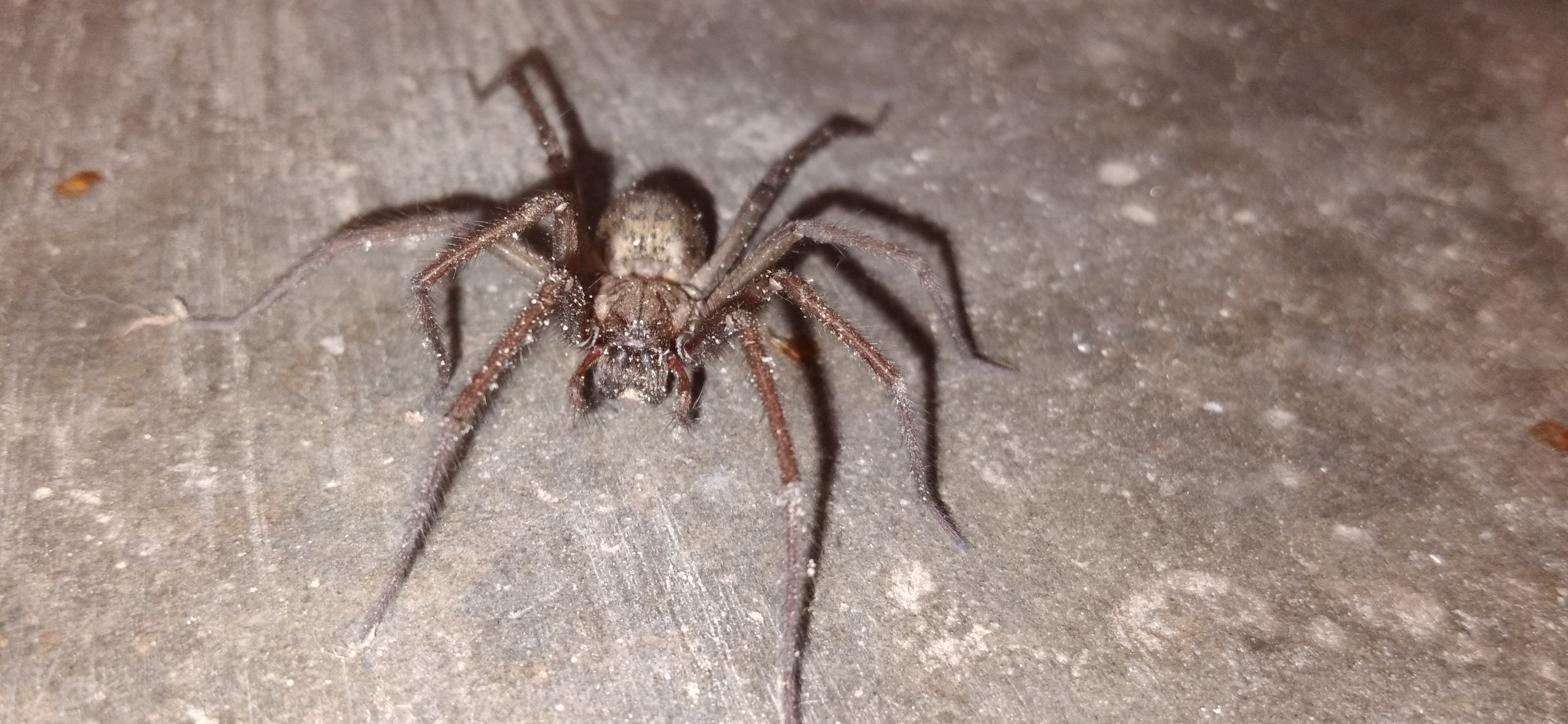
Самка E.Atrica, вид спереду, зверху
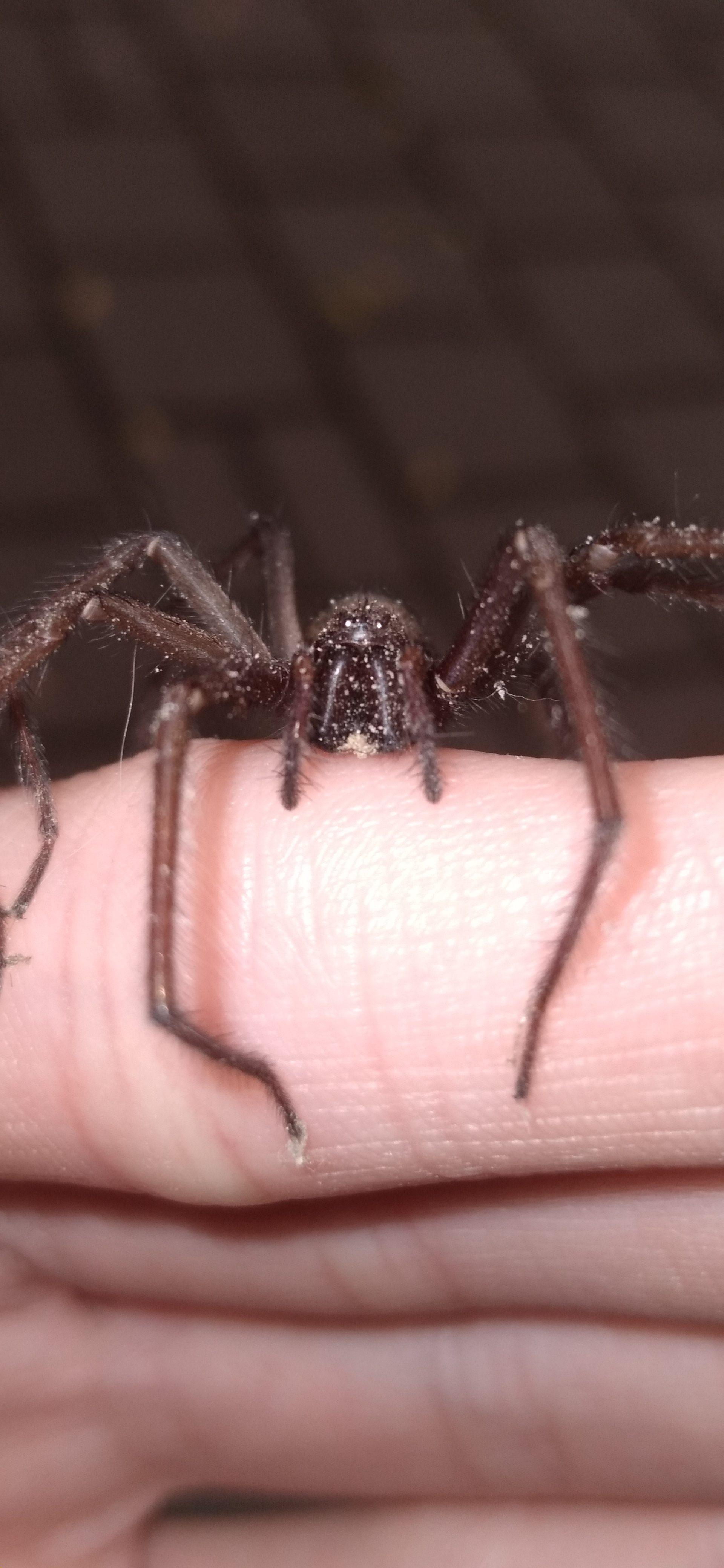
Самка E. Atrica, вид спереду, зблизька
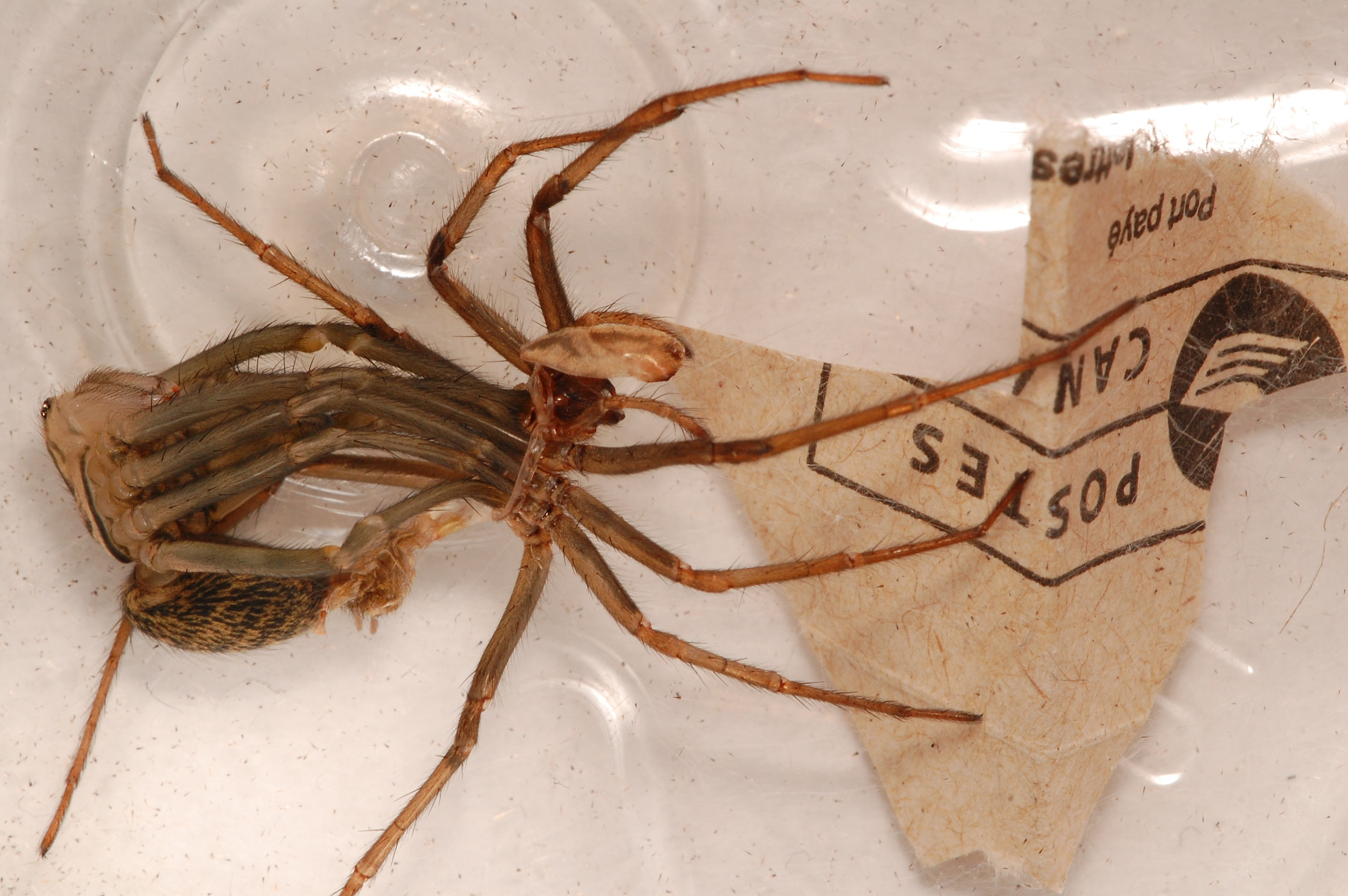
Линька E. atrica